# Denton-Gletscher
Der Denton-Gletscher ist ein kleiner Hängegletscher im ostantarktischen Viktorialand. Er fließt von den Nordwesthängen des Mount Newall und endet an der Südwand des Wright Valley.
Der US-amerikanische Geologe Robert Leslie Nichols (1904–1995) benannte ihn nach seinem Assistenten George Henry Denton (* 1939), der an Untersuchungen am Marble Point zwischen 1959 und 1960 beteiligt war.